# 崁腳 (雲林縣)
崁腳，是台灣雲林縣古坑鄉的一個傳統地域名稱，位於該鄉西南部。相較於今日行政區，其範圍大致與崁腳村相近。

## 歷史
台灣清治末期至日治初期，崁腳地區為一街庄，稱為「崁腳庄」，隸屬於打貓東頂堡。該庄輪廍略呈西北—東南狹長形，西北邊及東北邊中、北段與蔴園庄，東北邊南段與崁頭厝庄為鄰，東南與大湖底庄為鄰，南邊及西南邊隔到孔山溪（今華興溪）與梅仔坑庄、大埔美庄、林頭庄、三角庄為界。
1901年（日治明治三十四年）11月，全台廢縣廳改設二十廳，該庄隸屬於斗六廳。1903年（明治三十六年）6月，該庄編入「崁頭厝區」，隸屬於斗六廳。1909年（明治四十二年）10月，合併二十廳為十二廳，崁頭厝區改隸屬於嘉義廳。1920年（大正九年），全台地方制度大改正，廢十二廳改設五州二廳，該庄改制為「崁腳」大字，隸屬於臺南州斗六郡古坑庄。
戰後古坑庄改制為古坑鄉，隸屬於臺南縣，大字亦改制為村。1950年10月，雲、嘉、南分治，古坑鄉改隸屬雲林縣。

## 聚落
本地區發展較早的聚落有後湖、溪底藔（南昌）、崁腳、山豬窟（新興）等，在日治期初期的官方地圖上已有記載。此外，本地區尚有崎苓尾、下崁腳、瑞雲、華興、下庄等聚落。

## 交通
國道3號又稱「福爾摩沙高速公路」，是貫穿台灣西部的兩條縱向高速公路之一，大致以東北微南—西南微北走向繞大彎轉東北微北—西南微南走向經過崁腳地區中部略偏東南地帶。境內設有古坑服務區，但未設交流道，北側最近的是古坑交流道，包括縣道158甲線交會處的南側匝道（僅供南入北出）及縣道149甲線交會處北側匝道（僅供南出北入），兩匝道之間另夾有古坑系統交流道，即省道台78線（東西向快速公路－台西古坑線）東側端點；南側最近的是縣道162號交會處的梅山交流道。由此等可快速前往台灣南北各地及雲林縣中、西部。
省道台3線（南昌路）俗稱「內山公路」，是臺北至屏東的幹道，大致以東北—西南走向由本地區東北部邊界中央地帶入境後，轉西南微北繞大彎轉東南並跨越國道3號後，轉西南再轉東南再南南東由本地區西南部邊界的中央偏南處出境。由該道路向東北轉北北西經古坑市區西郊、省道台78線古坑交流道後轉北可前往斗六、林內、竹山等地；向南南東轉東南東經梅山轉南可前往竹崎、番路西部、中埔等地。
縣道158乙線（光昌路205巷）是斗南鎮小東至古坑鄉永光的道路，其東南側端點（終點）位於本地區東北部邊界外不遠處的麻園聚落西北側省道台3線路口。由此向西北可前往阿丹、舊社東部、斗南市區、小東並止於其西部邊界處的縣道158號路口。
鄉道雲188線是竹圍至南昌（溪底寮）的道路，其東側端點（終點）位於本地區東北部溪底寮聚落東南側的省道台3線路口。由此向西北蜿蜒而行，出聚落後轉西北西直行，經鄉道雲194-1線路口後轉北北東再轉西北出境，可前往麻園地區西半葉的西南部、南勢南部、南勢與石龜溪交界地帶、石龜溪東北部、石龜溪與林子交界地帶、石龜溪並止於其西南部邊界處的省道台1線路口；向東南轉南南西再轉東南東可前往崁腳地區東北部的溪底寮聚落並止於省道台3線路口。
鄉道雲188-1線是中洲仔至溪洲仔的道路，其東側端點（終點）位於本地區西北部近邊界地帶東側的鄉道雲194線路口。由此向西北出境後繞大圈（有經過南勢地區一小段）轉南可前往麻園地區西半葉西南部的中洲仔聚落並止於鄉道雲188線路口。
鄉道雲194線是中洲至麻園的道路，其西側端點（起點）位於本地區西北部中央偏西邊界外不遠處的鄉道雲188線路口。由此向東入境，至鄉道雲194-1線起點路口轉東北沿本地區西北部近邊界地帶而行，經鄉道雲188-1線終點路口後續行以至出境，經縣道158乙線路口後轉東微南可前往麻園地區東半葉北部並止於省道台3線路口。
鄉道雲194-1線是中洲至下崁腳的道路，其北側端點（起點）位於本地區西北部中央近邊界的鄉道雲194線轉角路口。由此向西南繞大彎轉南南東，經鄉道雲188線路口後續行，其後轉東南可前往下崁腳聚落並止於鄉道雲204線路口。
鄉道雲204線是崁腳至新興（山豬窟）的道路，其西側端點（起點）位於本地區西南部中央崁腳聚落南郊的省道台3線路口。由此向北北西至聚落南側轉西再轉西北出聚落，經國道3號高架橋下後轉西北微西再轉北，至下崁腳聚落轉東北東，經鄉道雲194-1線終點路口後續行，至丁字路口轉南南東再轉東南，經省道台3線路口後跨越國道3號續行，其後轉南南西可達山豬窟聚落，轉東南東並止於鄉道雲206線轉角路口。
鄉道雲205線（華山路）是新興（山豬窟）至縣界的道路，其北側端點（起點）位於本地區中部偏東南山豬窟聚落東南郊的鄉道雲206線轉角路口。由此向南繞彎道轉東再轉南南西再轉東南微南，可前往本地區西南部邊界東側並止於雲林、嘉義縣界。續行華山路可前往梅山市區。
鄉道雲206線是崁腳至橫路的道路，其西側端點（起點）位於崁腳聚落東南側的省道台3線路口。由此向東北東轉東北再轉東南東，經兩次180度大彎道後轉東微北，再繞彎道轉東南再轉東南東，至鄉道雲205線（華山路）起點路口轉北，至鄉道雲204線終點路口轉東南東，至鄉道雲207線起點路口轉東北再轉東南再轉東蜿蜒而行，其後轉東南東出境，可前往大湖底地區的橫路口並止於鄉道雲209線路口。
鄉道雲207線（倒孔山路）是倒孔山至縣界的道路，其北側端點（起點）位於本地區東南部近邊界地帶的鄉道雲206線轉角路口。由此向東南蜿蜒而行，出境後轉東北東，繞大彎經倒孔山聚落轉南南東，其後轉南南西再轉西南西回到本地區東南部邊界，沿邊界線繞大彎轉南南東再轉南南西並止於雲林、嘉義縣界。續行該道路可前往梅山市區。

## 學校
- 興昌國小